# Annie Famose
Annie Famose (n. 16 iunie 1944, Jurançon, Aquitaine, Franța) este o schioară alpină ce a reprezentat Franța, medaliată olimpică. A participat la 3 ediții ale Jocurilor Olimpice (1964, 1968, 1972) în care a câștigat o medalie de argint și o medalie de bronz.